# Lasiocala cavei
Lasiocala cavei är en skalbaggsart som beskrevs av Soula 2006. Lasiocala cavei ingår i släktet Lasiocala och familjen Rutelidae. Inga underarter finns listade i Catalogue of Life.